# Train Simulator 御堂筋線
Train Simulator 御堂筋線（トレインシミュレーターみどうすじせん）は、2003年10月30日に音楽館からTrain Simulatorシリーズとして発売された、大阪市営地下鉄御堂筋線と北大阪急行線を舞台とするPlayStation 2用の鉄道運転シミュレーションゲームである。
御堂筋線内のグッズショップ及び通信販売と、北大阪急行線内各駅の駅長室、助役室で販売された。また、この作品は路線全体の80％が地下区間（なかもず駅～中津駅間）であり、画面をテレビの明るさ設定などで、明るくしないと見えにくい場合もある。
御堂筋線の地上区間の駅停車中、横を走っている新御堂筋の車も止まってしまう欠点がある。

## 運転可能な路線
- 大阪市営地下鉄御堂筋線（なかもず～江坂）
- 北大阪急行電鉄南北線（江坂～千里中央）

## 運転可能な車両
- 大阪市交通局10系電車
- 大阪市交通局新20系電車（21系）
- 北大阪急行電鉄8000形電車（ポールスター）

## 運転可能な種別
全ダイヤ各駅停車となる。
全ダイヤ江坂・千里中央駅方面のみの運転で、あびこ・なかもず駅方面は運転できない。
10系・新20系は共にすべてのダイヤで選択できるが、8000形は千里中央行きのダイヤのみ選択可能である。
- あびこ→新大阪（初級・晴）
- なかもず→千里中央（中級・晴）
- なかもず→江坂（中級・晴・夜ダイヤ）
- あびこ→新大阪（上級・朝ラッシュ）
- なかもず→千里中央（上級・朝ラッシュ）

## 使用可能な専用コントローラ（PS2版）
- マルチトレインコントローラ…P4-B7(B1無し)のカセットを使用すれば使用可能だが、実車は２ハンドルである。
- トレインマスコン…公式サポート対象外だが、一応使用可能。この場合、ニュートラルはマスコンのNではなくP1になるので注意。

以下はシリアル－USB変換ケーブルを用いれば使用できる。
- TSマスコン2…力行4段・常用6段にセットで使用可能。